# Mesoclemmys hogei
Mesoclemmys hogei là một loài rùa trong họ Chelidae. Loài này được Mertens mô tả khoa học đầu tiên năm 1967.